# Елијаквим Мангала
Елијаквим Анс Мангала (фр. Eliaquim Hans Mangala; Коломб, 13. фебруар 1991) француски је фудбалер који тренутно наступа за Манчестер Сити и фудбалску репрезентацију Француске на позицији штопера.

## Почеци и клупска каријера
Мангала је рођен у Француској, а са пет година преселио се у Белгију у Намир. У исто вријеме почео је да се бави фудбалом, у локалном клубу Листин. Након двије године у јуниорском тиму Стандарда из Лијежа, потписао је професионални уговор са Стандардом 23. октобра 2008. Након три сезоне у Стандарду, Мангала је прешао у Порто у августу 2011. Мангала је са Портом освојио двије титуле португалске Премијер лиге, а био је у идеалном тиму лиге за 2013 годину. Након што је Порто стигао до 1/4 финала Лиге Европе 2013/14, Мангала је изабран у идеални тим. У августу 2014, Мангала је прешао у Манчестер Сити за 40 милиона евра. Након двије године у којима није потпуно одушевио стручни штаб, Мангала је послат на позајмицу у Валенсију. Након сезоне у Валенсији, вратио се у Манчестер Сити у августу 2017.

## Репрезентативна каријера
Мангала је позван у омладинску репрезентацију Белгије, али пошто није посједовао пасош — није заиграо за Белгију. За младу селекцију Француске дебитовао је у новембру 2009 године. У јуну 2013, Мангала је дебитовао за Француску у мечу против Уругваја. Мангала је био члан Француске на Свјетском првенству 2014, али није играо.
На Европском првенству 2016 освојио је са Француском сребро, изгубивши у финалу од Португалије.

## Трофеји
Стандард Лијеж
- Прва лига Белгије (1) : 2008/09.
- Куп Белгије (1) : 2010/11.
- Суперкуп Белгије (1) : 2009.

Порто
- Премијер лига (2) : 2011/12, 2012/13.
- Суперкуп Португалије (2) : 2012, 2013.

Манчестер сити
- Премијер лига (2) : 2017/18, 2018/19.